# Жайворонок білокрилий

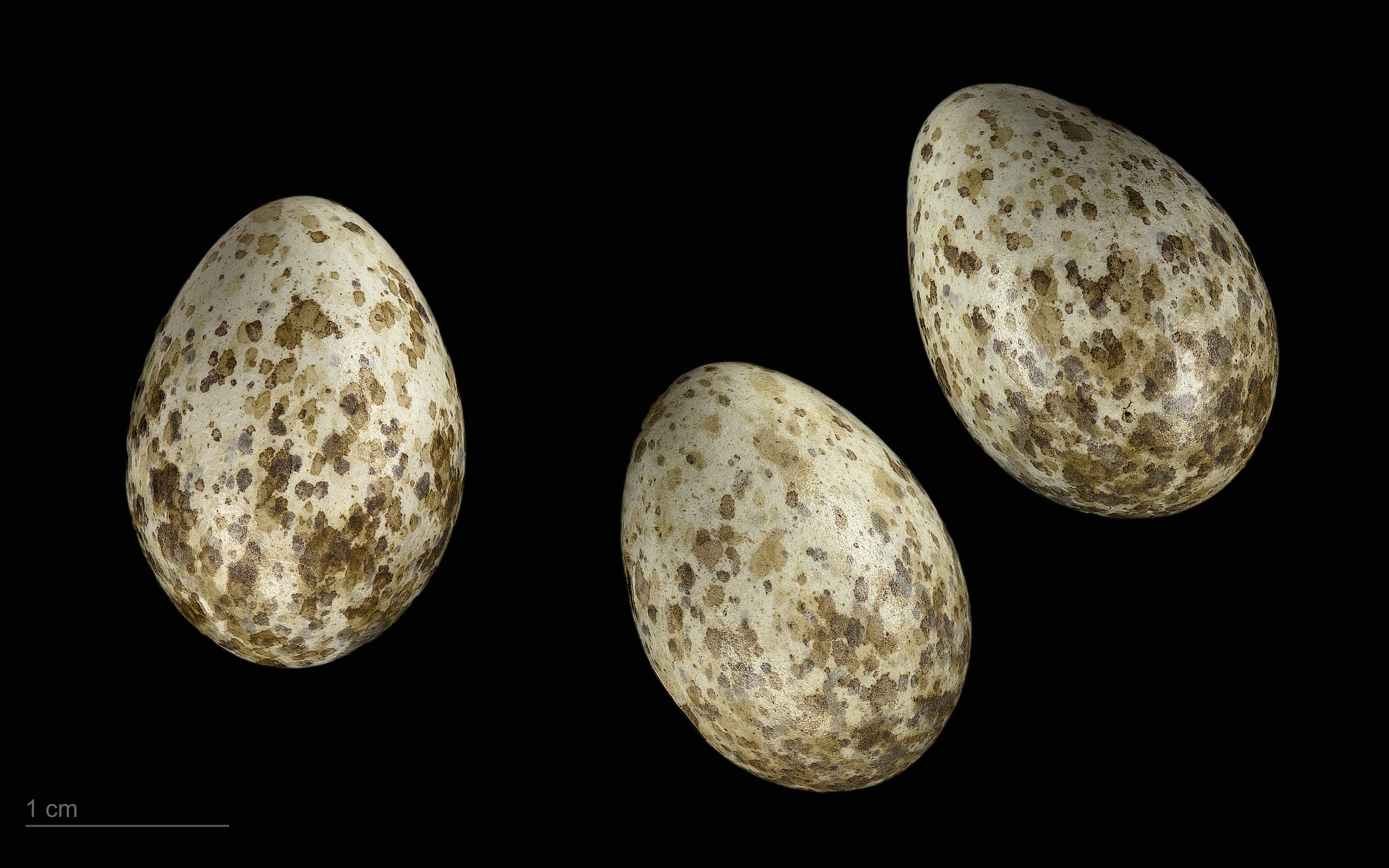
яйце Alauda leucoptera - Тулузький музей

Жайворонок білокрилий (Alauda leucoptera) — невеликий горобцеподібний птах родини жайворонкових (Alaudidae). Вид, поширений у степових районах Європи та Азії. В Україні залітний взимку на півдні степової зони.

## Таксономія і систематика
До 2014 року жайворонка білокрилого відносили до роду Степовий жайворонок (Melanocorypha).

## Опис

### Морфологічні ознаки
Птах більший за горобця. Маса тіла 39—48 г, довжина тіла до 18 см, довжина крила 105—126 мм. Самки менші за самців. У дорослого самця в шлюбному вбранні верх голови, покривні пера вух і значна частина верхніх покривних пер крил руді; над оком білувата «брова»; спина сірувата; низ білий, з бурими рисками на боках тулуба і вола; махові пера темно-бурі, по краю внутрішніх першорядних і другорядних махових пер проходить широка біла смуга; хвіст бурий, зовнішня частина крайніх стернових пер біла; дзьоб бурий, біля основи світліший; ноги бурі; у позашлюбному оперенні забарвлений тьмяніше завдяки світлій облямівці на перах. У дорослої самки в шлюбному вбранні верх сірувато-бурий, з темними рисками; верхні покривні пера крил рудуваті; у позашлюбному оперенні сіріша. Вбрання молодого птаха схоже на позашлюбну дорослу самку. В осінньо-зимовий період забарвлення менш яскраве і не таке контрастне.
Від інших жайворонків відрізняється широкою білою смугою на задньому краю крил.
Линяння раз на рік, повне, відбувається в післягніздовий період.

## Звуки
Пісня — високотональні флейтові трелі, подібна до польового жайворонка. Іноді імітує окремі строфи пісень інших птахів; поклик — щебетливе «тррріт». Співає на землі, або (рідше) злітаючи на невелику висоту.

## Поширення та місця існування
Населяє сухі відкриті степи та рівнини. Ареал простягається від рівнинної частини Дагестану та Ергенів на схід до західних передгір'їв Алтаю і котловини озера Зайсан. На північ у долині Волги до района Саратова, до района Пугачова, Бузулука, Міасу, Челябінську, Омську, озера Чани, звідки межа ареалу опускається до західних перегір'їв Алтаю. На південь в Дагестані до району Махачкали, в Казахстані до північного краю Устюрта, далі на схід південна межа проходить приблизно по 47-й паралелі.
Білокрилий жайворонок тяжіє до не надто густої і невисокої рослинності. На гніздуванні трапляється на солончаках в типчаково-полинових асоціаціях з ділянками голої глини, невеликими ділянками кокпеку (Atriplex canum) і дерновинами ковили, по степах з ковилою Stipa lessigniana на темно-каштанових ґрунтах. Надає перевагу типчаково-полиновим ділянкам на схилах плато. В чорно-полиновому степу трапляється рідше. На пирійних луках і на полях вкрай рідкісний. На прольоті і зимівлі зустрічається як на цілині, так і на орних полях.

## Гніздування
Гніздиться окремими парами з кінця квітня — початку травня до початку серпня. Гнізда влаштовує на землі із зелених трав'янистих рослин та полину, лоток вистеляє тонкою травою. Гнізда більші, ніж у польового жайворонка, глибші і краще укриті. Кладки складається з 3—6 (зазвичай з 4-6) яєць. Яйця менші, ніж у степового жайворонка, але схожі за забарвленням: блідо-зеленуваті або блідо-жовтуваті з оливково-бурими, сірими або сірувато-бурими цятками, що утворюють віночок біля тупого кінця. Насиджує самка протягом 12 днів. Поршки починають зустрічатися з кінця травня — червня. У червні — на початку липня буває друга кладка.

## Живлення
Влітку, як і інші жайворонки, живиться переважно комахами. Серед них домінують жуки і прямокрилі. До складу рослинної їжі влітку входить насіння лободових, щавлю та інших рослин. Взимку — насіння Setaria viridis, Carex stenophylla і зелені паростки злаків.

## Чисельність
Чисельність в Європі оцінюють в 10—50 тис. пар, світової популяції — близько 50—250 тис. пар. Чисельність виду в цілому скрочується.

## Охорона
Вид занесено до Додатку ІІ Бернської конвенції. Головними загрозами для виду вважають розорювання степів.